# Штайнхоф (Золотурн)
Штайнхоф (нем. Steinhof) — деревня и бывшая коммуна в Швейцарии, в кантоне Золотурн.
До 2011 года имела статус отдельной коммуны. 1 января 2012 года вошла в состав коммуны Эши.
Входит в состав округа Вассерамт. Население составляет 147 человек (на 31 декабря 2007 года). Официальный код — 2531.